# Giovanni Strazza
Giovanni Strazza (Milán, 1818 - ibídem, 18 de abril de 1875) fue un escultor italiano.

## Biografía y más sobre el

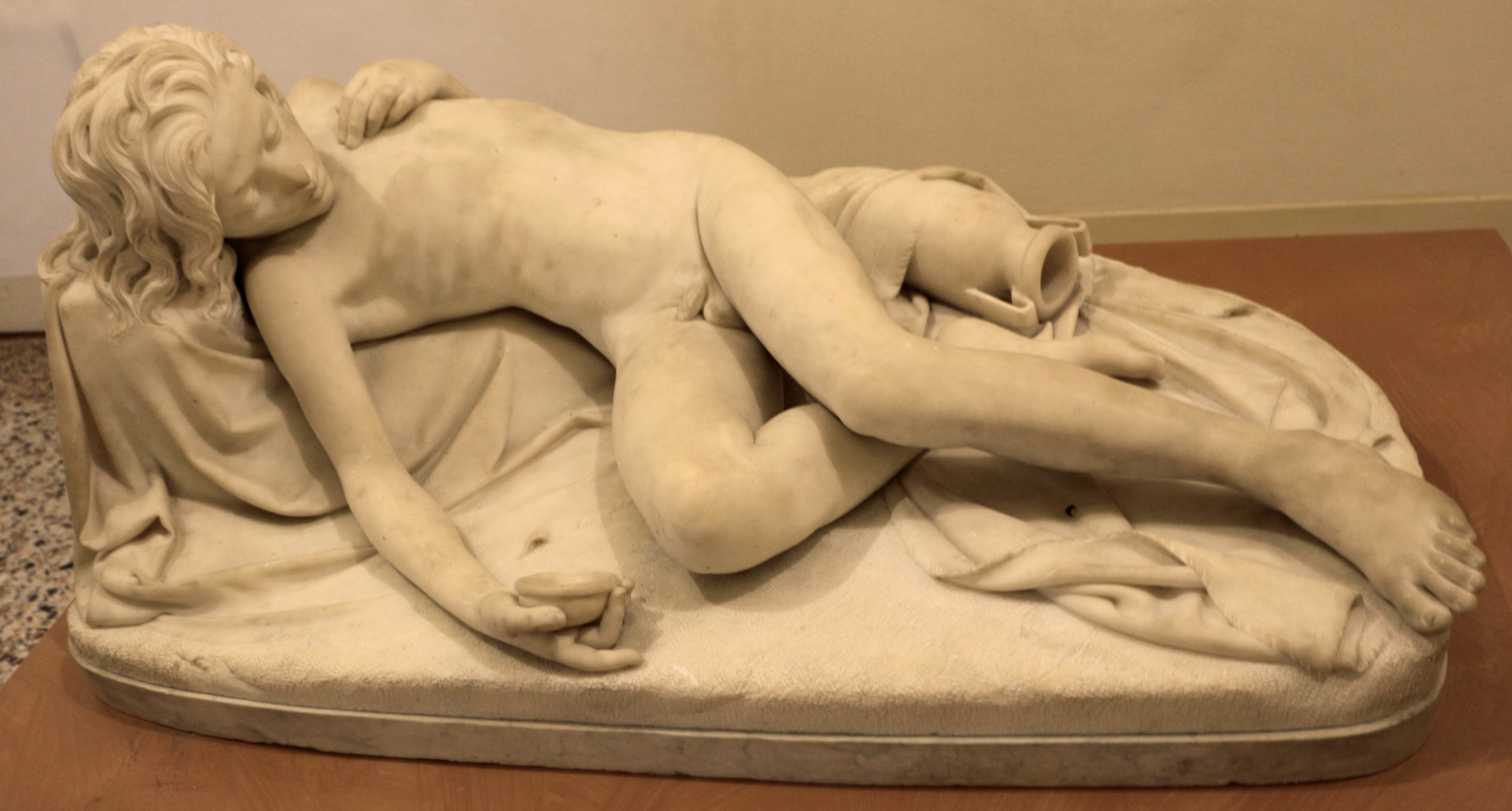
Ismael abandonado en el desierto (1850).

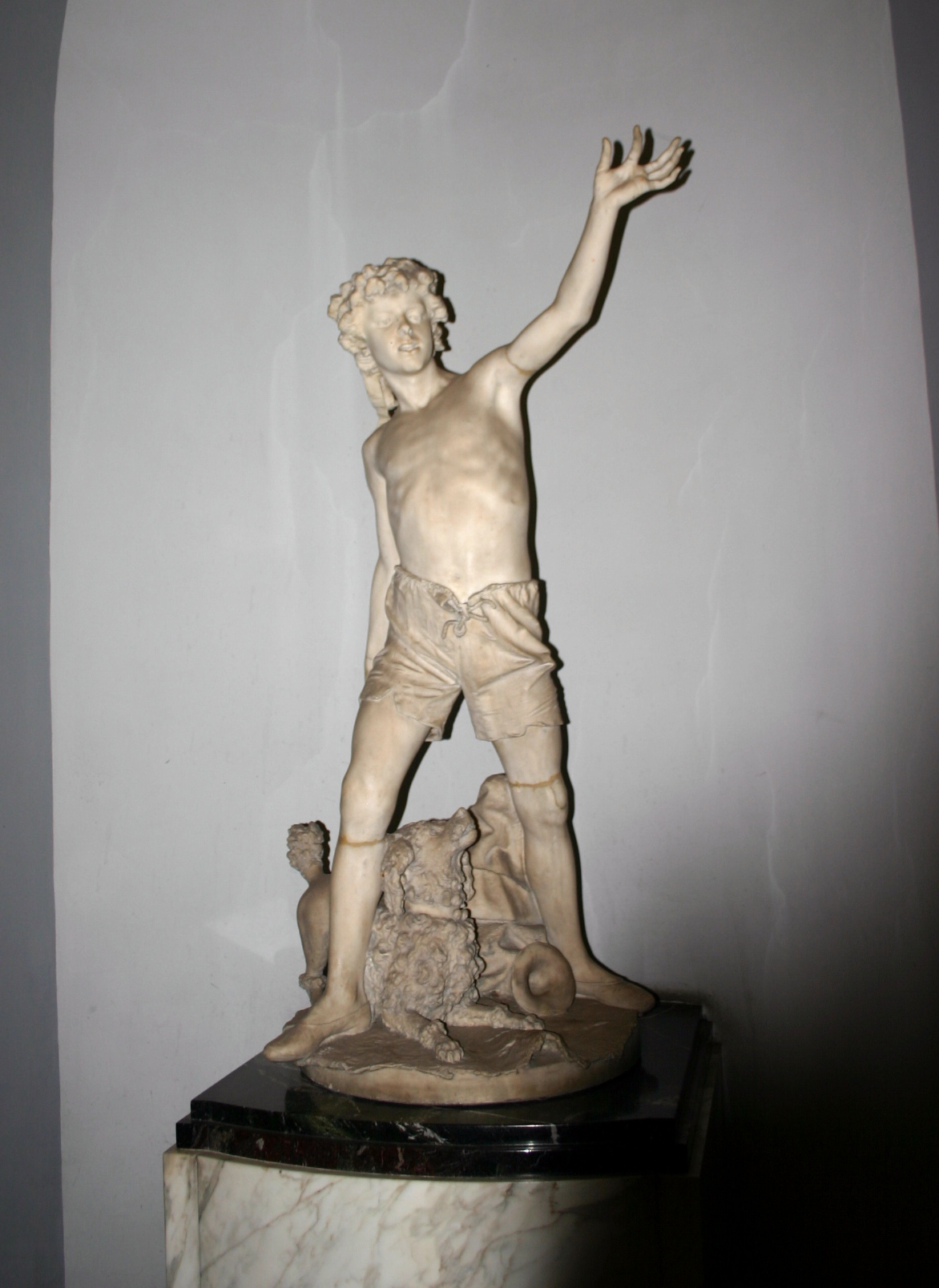
L'audace Righetto (1851). Estatua colocada en el atrio del Scalone d'Onore del Palazzo Litta, en Milán. Dedicado a un niño de 12 años muerto con su perrito mientras trataba de apagar la mecha de una bomba durante la defensa de Milán contra los franceses.

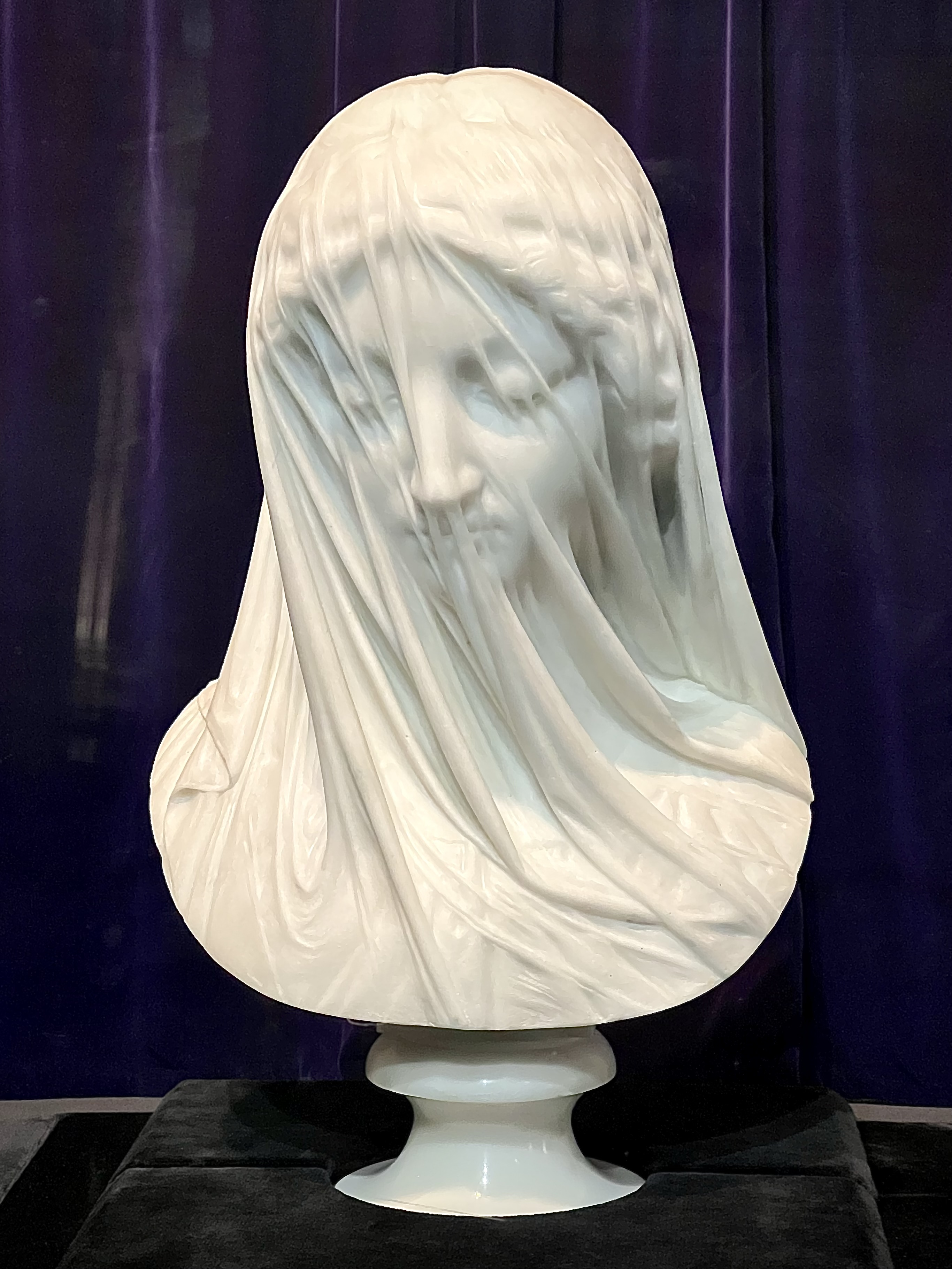
La Virgen velada (1856).

Giovanni Strazza fue un escultor lombardo.
Era el hermano menor de la editora de obras musicales Giovannina Strazza (1810-1894), la que al casarse con el editor Francesco Lucca (1802-1872) y como esposa del mismo tomó  el nombre de Giovannina Lucca. De ahí en adelante se desempeñó como socia activa al frente de la casa editorial Lucca, de Milán.
Se formó en Roma con el escultor Pietro Tenerani (1789-1869).
Ligado al neoclasicismo académico, su trabajo también revela influencias del romanticismo tardío.
Fue profesor en la Academia de Bellas Artes de Brera desde 1860 hasta su muerte, en 1875.
En 1873 fue jurado de la Exhibición Universal en Viena (Austria), junto con Giovanni Dupré.
Falleció el 18 o 19 de abril de 1875 en Milán, a los 57 años.

## Obras
- 1844: Ismaele abbandonato nel deserto (Ismael abandonado en el desierto), primera obra, de la que más tarde se realizaron al menos tres copias (dos de las cuales están en la Galería de Arte Moderno de Milán). Está inspirada en Abel morente, de Giovanni Dupré (1842).[6] Tuvo un gran éxito popular.[7] La obra fue expuesta en la Exposición Universal de Londres en 1851.[8]
- 1851: L'audace Righetto (‘el audaz Righetto’), en honor a Righetto, un niño de doce años de edad que murió en 1849 durante el conflicto entre republicanos y franceses.[9] La estatua se encuentra en la Gran Escalera de Palazzo Litta. En 2005 se instaló una copia de bronce en el Paseo Janículo, de Milán.[9]
- 1855 o 1856: La Vergine velata (‘la Virgen velada’), tallada en fecha desconocida, pero en diciembre de 1856 llegó a la isla de Terranova (Canadá). Actualmente se conserva en Presentation Convent y la Escuela, hogar de las Hermanas de la Presentación, en la Plaza de la Catedral, en la ciudad de San Juan de Terranova.[10]
- Lápida en memoria de Carlo Cattaneo, encargado en febrero de 1870, completado por el verano y se inauguró el 17 de agosto.[11]
- Ángelo della Resurrezione o Ángelo del silenzio (‘ángel de la resurrección’ o ‘ángel del silencio’), esculpida en 1872 como parte central del monumento de la familia Mazzacorati, ubicado en el arco 87 del tercer claustro, en la Cartuja de Bolonia.[12]
- Bambina con cane (‘niña con perro’) de 98 × 89 × 60 cm de fecha desconocida.[13]